# ریلیتد کمپانیز
ریلیتد کمپانیز (انگلیسی: The Related Companies) شرکت املاک آمریکایی است، که در سال ۱۹۷۲ توسط استفن راس تأسیس شد.